# George Yonge, V baronetto
George Yonge, V baronetto (Colyton, 17 luglio 1731 – Hampton Court, 7 gennaio 1833), è stato un politico e nobile britannico.

## Biografia

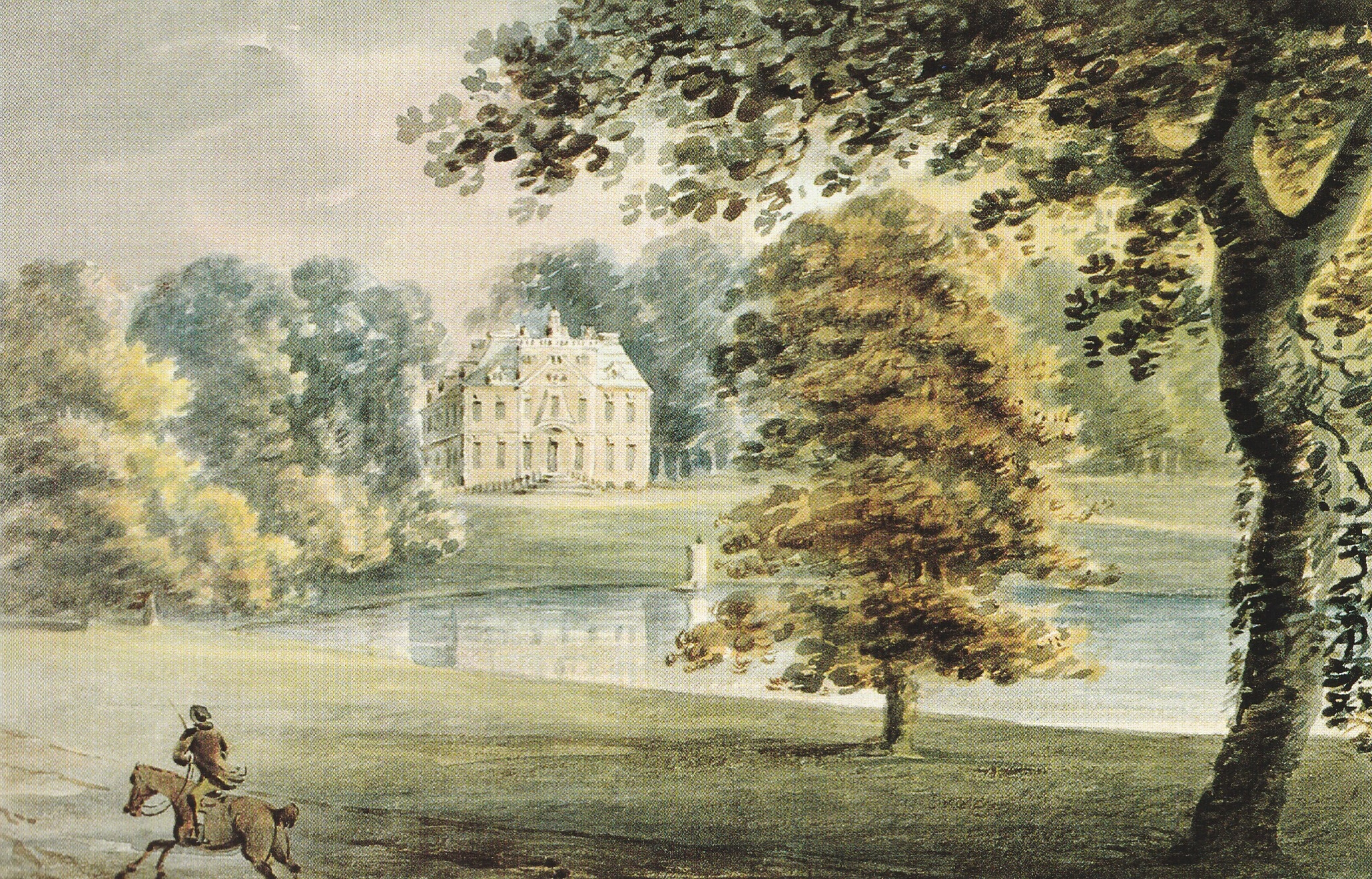
Escot House nel 1794

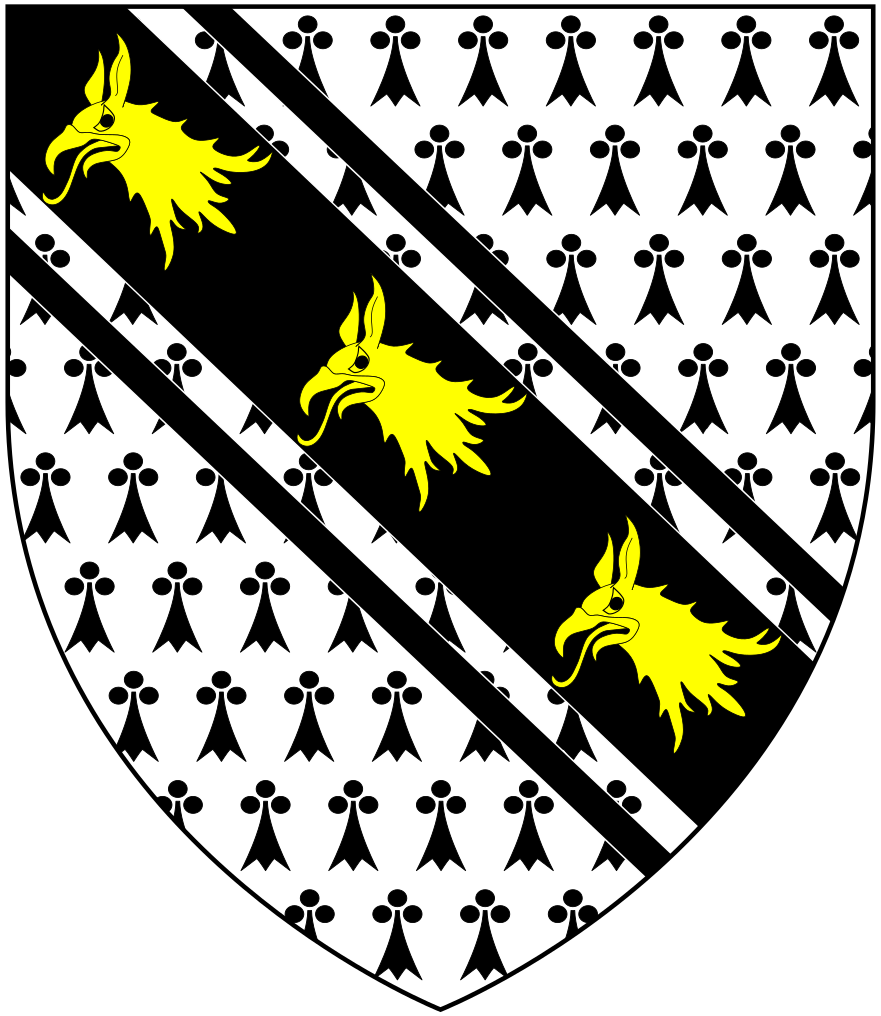
Lo stemma dei baronetti Yonge: Ermellinato, alla banda cotata di nero con tre teste di grifone d'oro

Yonge era figlio ed erede di sir William Yonge, IV baronetto (1693-1755) e della sua seconda moglie, Ann Howard. Aveva un fratellastro, Walter Yonge, nato dalla prima moglie di suo padre, Mary Heathcote.
Venne educato all'Eton College e quindi all'Università di Lipsia. 
Divenne membro del parlamento per la circoscrizione elettorale di Honiton, nel Devon, dal 1754 al 1761 e nuovamente dal 1763 al 1796. Yonge fu nominato membro del Consiglio Privato del re nel 1782, e governatore della Colonia del Capo (in Sudafrica) dal 1799 al 1801. Venne eletto membro della Royal Society nel 1784  e nel 1788 ottenne l'ordine del Bagno.
Nel 1755, ereditò Escot House presso Ottery St Mary, nel Devon, alla morte di suo padre, vendendola poi nel 1794 per 26.000 sterline a John Kennaway, I baronetto. La proprietà bruciò nel 1808.
Quando Yonge morì, pesantemente indebitato, il 25 settembre 1812 al palazzo di Hampton Court a Londra, il suo titolo di baronetto si estinse con lui. Inizialmente venne sepolto nel luogo di morte ma il suo cadavere venne poi riesumato e trasportato via nave sino alla cripta di famiglia nella parrocchia di Colyton.

## Matrimonio
Yonge sposò Ann Cleeve, figlia ed unica erede di Bourchier Cleeve, il 10 luglio 1765. Yonge all'epoca aveva 34 anni e Ann 20 o forse 21. Il padre di Ann, due giorni prima della sua morte, cambiò il suo testamento e pose delle restrizioni sull'eredità di Ann qualora avesse sposato qualcuno che sua madre ritenesse inappropriato. Se ciò sia avvenuto o meno ciò non è chiaro.
Ann ad ogni modo non ebbe figli e morì ad Hampton il 7 gennaio 1833.

## Interessi ed eredità

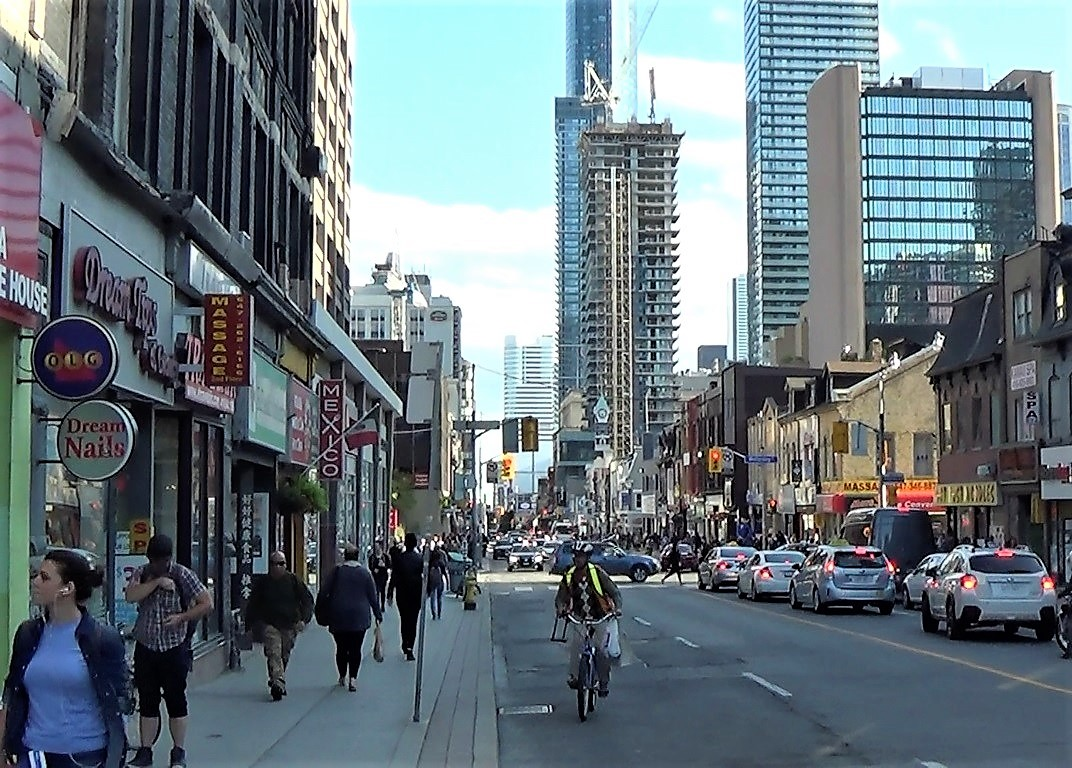
Yonge Street a Toronto

Yonge era considerato per la sua epoca un esperto di antiche vie romane: 'Era un uomo di lettere, un membro della Royal Society, un membro della Società degli Antiquari di Londra, alla quale diede contributi eccellenti sulle antiche strade romane in connessione con alcune scoperte che egli stesso aveva fatto [in campo archeologico] a Mansfied, nel Nottinghamshire [...].'
Yonge Street, la principale arteria che conduce da nord a sud nella città di Toronto, in Canada, venne costruita tra il 1795 ed il 1796 per collegare Eglinton Avenue al Lago Simcoe. La strada venne poi estesa a sud sino a Bloor Street e oltre, verso il lago Ontario.
Yonge Mills Road e Townline Road Escott Yonge a Front of Yonge a Mallorytown, Ontario, devono il loro nome al baronetto Yonge.

## Ascendenza
|                                               |                                              |                               | Genitori                       |  |  | Nonni |  |  | Bisnonni                   |  |  | Trisnonni               |  |
|                                               |                                              |                               |                                |  |  |       |  |  | Walter Yonge, II baronetto |  |  | John Yonge, I baronetto |  |
|                                               |                                              |                               |                                |  |  |       |  |  | Walter Yonge, II baronetto |  |  | John Yonge, I baronetto |  |
|                                               |                                              | Elizabeth Strode              |                                |  |  |       |  |  | Walter Yonge, II baronetto |  |  |                         |  |
| Walter Yonge, III baronetto                   |                                              |                               |                                |  |  |       |  |  | Walter Yonge, II baronetto |  |  |                         |  |
|                                               |                                              | Isabel Davie                  | John Davie, I baronetto        |  |  |       |  |  |                            |  |  |                         |  |
|                                               |                                              | Isabel Davie                  | John Davie, I baronetto        |  |  |       |  |  |                            |  |  |                         |  |
|                                               |                                              | Isabel Davie                  | Isabel Hele                    |  |  |       |  |  |                            |  |  |                         |  |
| William Yonge, IV baronetto                   |                                              | Isabel Davie                  |                                |  |  |       |  |  |                            |  |  |                         |  |
|                                               |                                              | Robert Williams, II baronetto | Griffith Williams, I baronetto |  |  |       |  |  |                            |  |  |                         |  |
|                                               |                                              | Robert Williams, II baronetto | Griffith Williams, I baronetto |  |  |       |  |  |                            |  |  |                         |  |
|                                               |                                              | Robert Williams, II baronetto | Gwen Bodwrda                   |  |  |       |  |  |                            |  |  |                         |  |
| Gwen Williams                                 |                                              | Robert Williams, II baronetto |                                |  |  |       |  |  |                            |  |  |                         |  |
|                                               |                                              | Jane Glynne                   | John Glynne                    |  |  |       |  |  |                            |  |  |                         |  |
|                                               |                                              | Jane Glynne                   | John Glynne                    |  |  |       |  |  |                            |  |  |                         |  |
|                                               |                                              | Jane Glynne                   | Frances Squibb                 |  |  |       |  |  |                            |  |  |                         |  |
| George Yonge, V baronetto                     |                                              | Jane Glynne                   |                                |  |  |       |  |  |                            |  |  |                         |  |
|                                               | Francis Howard, V barone Howard di Effingham | Charles Howard                |                                |  |  |       |  |  |                            |  |  |                         |  |
|                                               | Francis Howard, V barone Howard di Effingham | Charles Howard                |                                |  |  |       |  |  |                            |  |  |                         |  |
|                                               | Francis Howard, V barone Howard di Effingham | Frances Courthope             |                                |  |  |       |  |  |                            |  |  |                         |  |
| Thomas Howard, VII barone Howard di Effingham | Francis Howard, V barone Howard di Effingham |                               |                                |  |  |       |  |  |                            |  |  |                         |  |
|                                               |                                              | Philadelphia Pelham           | Thomas Pelham, II baronetto    |  |  |       |  |  |                            |  |  |                         |  |
|                                               |                                              | Philadelphia Pelham           | Thomas Pelham, II baronetto    |  |  |       |  |  |                            |  |  |                         |  |
|                                               |                                              | Philadelphia Pelham           | Margaret Vane                  |  |  |       |  |  |                            |  |  |                         |  |
| Anne Howard                                   |                                              | Philadelphia Pelham           |                                |  |  |       |  |  |                            |  |  |                         |  |
|                                               |                                              | Ruishe Wentworth              | George Wentworth               |  |  |       |  |  |                            |  |  |                         |  |
|                                               |                                              | Ruishe Wentworth              | George Wentworth               |  |  |       |  |  |                            |  |  |                         |  |
|                                               |                                              | Ruishe Wentworth              | Frances Ruishe                 |  |  |       |  |  |                            |  |  |                         |  |
| Mary Wentworth                                |                                              | Ruishe Wentworth              |                                |  |  |       |  |  |                            |  |  |                         |  |
|                                               |                                              | Susanna Adye                  | Edward Adye                    |  |  |       |  |  |                            |  |  |                         |  |
|                                               |                                              | Susanna Adye                  | Edward Adye                    |  |  |       |  |  |                            |  |  |                         |  |
|                                               |                                              | Susanna Adye                  | Lea de La Forterie             |  |  |       |  |  |                            |  |  |                         |  |
|                                               |                                              | Susanna Adye                  |                                |  |  |       |  |  |                            |  |  |                         |  |